# حسن بنعبيشة
حسن بنعبيشة هو مدرب كرة قدم مغربي من مواليد سنة 1964 بمدينة الخميسات ، كان لاعبا بنادي الوداد البيضاوي ، ويدرب حاليا المنتخب المغربي الأولمبي .

## إنجازاته

### كلاعب
الوداد الرياضي :
- الدوري المغربي الممتاز
  - البطولة : 1986, 1990, 1991, 1993
  - الوصافة : 1994, 1997
- كأس العرش
  - البطولة : 1989, 1994, 1997
- دوري أبطال أفريقيا
  - البطولة : 1992
- الكأس الأفروآسيوية
  - البطولة : 1993
- دوري أبطال العرب
  - البطولة : 1989
- كأس السوبر العربي
  - البطولة : 1992

### كمدرب
منتخب المغرب تحت 20 سنة لكرة القدم :
- ألعاب البحر الأبيض المتوسط
  -  ميدالية ذهبية في ألعاب البحر الأبيض المتوسط 2013
- الألعاب الفرانكوفونية
  -  ميدالية فضية في الألعاب الفرانكوفونية 2013
- ألعاب التضامن الإسلامي
  -  ميدالية ذهبية في ألعاب التضامن الإسلامي 2013
- دوري تولون الدولية لكرة القدم 
  - النهائي : بطولة تولون الدولية لكرة القدم 2015

## روابط خارجية
- حسن بنعبيشة على موقع قاعدة بيانات كرة القدم.إي يو (الإنجليزية)
- حسن بنعبيشة على موقع ناشيونال فوتبول تيمز (الإنجليزية)
- حسن بنعبيشة على موقع كووورة
- Fiche de Hassan Benabicha sur footballdatabase.eu